# Гней Октавій Руф
Гней Октавій Руф (*Gnaeus Octavius Rufus, бл. 280 до н. е. — після 230 до н. е.) — політичний та військовий діяч часів Римської республіки.

## Життєпис
Походив з роду вершників Октавіїв. Син Гнея Октавія. Народився близько 280 року до н. е. у місті Велітри. Відповідно до Светонія звався Гаєм, але на сьогодні це вважається помилкою.
Першим зі свого роду перебрався до Риму, де згодом увійшов до плебейського стану. За різними відомостями 254,250 або 230 року до н. е. обирається квестором. Подальша доля невідома.

## Родина
- Гней Октавій, претор 205 року до н. е.
- Гай Октавій